# Молоток газовщика
Молоток газовщика (медный молоток) — молоток, предназначенный для бездеформационного воздействия на различные детали и заготовки. Применяется газовщиками при работе с газовым оборудованием.

## Устройство
Молоток оснащён медным бойком и железной рукояткой, поэтому в отличие от простых молотков с железным бойком практически не имеет отдачи.

## Применение
Молоток газовщика предназначен для нанесения смягчённого, но сильного удара. Мягкость меди равномерно распределяет силу удара по поверхности предмета, снижая риск его повреждения. Также медный молоток искробезопасен, так как в отличие от обычных железных молотков не создаёт искр при ударе.

## Сферы работ
Медный молоток применяется в различных сферах работ, таких как:
- Взрывоопасная среда. Медные молотки используются газовщиками при работе с газовым оборудованием или во взрывоопасной среде, где есть вероятность взрыва взрывоопасных веществ и газов, который может произойти от искры.
- Плотницкое дело. В плотницком деле медный молоток полезен для аккуратной работы с деревянными изделиями.
- Строительство. В строительных работах медный молоток используется для обработки тяжёлых материалов, не повреждая их.